# جون ميتسوي
جون ميتسوي (باليابانية: 光井純؛ بالكانا: みつい じゅん) هو مهندس معماري ياباني، ولد في 1955 في إواكوني في اليابان.